# Акмолда, Дулыга Досмухамбетович
Дулыга Досмухамбетович Акмолда (род. 10 декабря 1971, Байкадам, Джамбулская область) — казахстанский актёр драматического театра, кино, телевидения, озвучивания и дубляжа. Народный артист Казахстана (2023), заслуженный деятель Казахстана (2010), лауреат премии Союза Молодёжи Казахстана (2002) и  Союза кинематографии Казахстана (2018).

## Биография
Родился 10 декабря 1971 года в селе Байкадам Сарысуского района Жамбылской области.
Окончил среднюю школу Байкадам и музыкальную школу имени Ыкыласа в поселке Саудакент.
В 1989 году поступил на актерский факультет Алматинского государственного института театра и кино, который окончил с отличием в 1993 году по специальности «Актёр драматического театра и кино» (мастерскую народного артиста Казахстана, профессора Тунгышбая Жаманкулова).
С 1993 года принят в труппу Казахского государственного академического театра драмы имени Мухтара Ауэзова.

## Творчество
Роли в театре
Казахский национальный академический театр драмы имени М. О. Ауэзова (с 1993 года):
Из национальной классики и современной драматургии:
- М. Ауэзов «Абай» (режиссер А. Мамбетов) — Магауйя;
- М. Ауэзов «Абай» (режиссер Е. Обаев) — Керим;
- М. Ауэзов «Айман — Шолпан» (режиссер, Е. Обаев) — Жарас;
- М. Жумабаев «Грех утренней звезды» (реж. К. Сугурбеков) — Азимбай;
- Г. Мусрепов «Козы Корпеш — Баян сулу» («Поэма о любви») (режиссер К. Сугурбеков) — Жантык;
- А. Сулейменов «Месть» (режиссер А. Рахимов) — князь Сарын;
- А. Сулейменов «Седьмая палата» (режиссер А. Рахимов) — Рахат;
- А. Сулейменов «Сокращение штата» (режиссер А. Рахимов) — Дарис;
- Шахимарден «Томирис» (режиссер Т. аль-Тарази) — Спаргапис;
- Шахимарден, К. Искак «Казахи» (режиссер Т. аль-Тарази) — Мойынсыз;
- Т. Ахметжан «Красавица и художник» (реж. Н. Жакыпбай) — художник;
- K. Мухамеджанов, Ш. Айтматов «Восхождение на Фудзияму» (режиссер О. Кенебаев) — Мамбет;
- Д. Исабеков «Одержимый» (режиссер Е. Обаев) — Троицкий;
- С. Асылбеков «Вечер в «Империи» (реж. А. Какишева) — Тойболды;
- М. Ауэзов «Лихая година» (режиссер А. Рахимов) — Фонов;
- Иран-Гайып «Есть ли яд, не испитый мной?» (режиссер О. Кенебаев) — Кунту;
- Т. Абдиков «Великий и вор» (режиссеры Е. Обаев, Е. Нурсултан) — Вор;
- Г. Есим «Тансулу» (режиссер А. Какишева) — Шаман;
- Иран-Гайып «Заклятие Коркыта» (режиссер Й. Уайткус) — Коркыт;
- М. Омарова «Ахико из Актаса» (режиссер А. Маемиров) — Ахико;

Из мировой классики и современной драматургии:
- У. Шекспир «Укрощение строптивой» (режиссер А. Мамбетов) — Орасио;
- У. Шекспир «Ромео и Джульетта» (режиссер О. Салимов) — Ромео;
- К. Гоцци «Принцесса Турандот» (режиссер Т. аль-Тарази) — Бригелла;
- Н. Гоголь «Ревизор» (режиссер Е. Обаев) — Хлестаков;
- Н. Гоголь «Женитьба» (режиссер В. Захаров) — Кочкарев;
- А. Чехов «Чайка» (режиссер Б. Атабаев) — Треплев;
- Ф. Кафка «Явление» (сценическая версия Е. Аманшаева, режиссер К. Сугурбеков) — Грегор Замза;
- Г. Гауптман «Перед заходом солнца» (режиссер Р. Андриасян) — Ханфельд;
- М. Карим «Ночь лунного затмения» (режиссер О. Кенебаев) — Юродивый;
- Т. Жуженоглу «Лавина» (режиссер А. Какишева) — сын;
- У. Шекспир «Король Лир» (режиссер Е. Нурсултан) — Король Лир;
- Ш. Айтматов «И дольше века длится день» (режиссер Д. Жумабаева) — Едиге;

## Фильмография
|    | Год  | Название                                | Роль                  | Режиссёр                            |
| -- | ---- | --------------------------------------- | --------------------- | ----------------------------------- |
| 1  | 2001 | Кыз жылаган                             | Дулыга                | Сатыбалды Нарымбетов                |
| 2  | 2002 | Молитва Лейлы                           | актёр                 | Сатыбалды Нарымбетов                |
| 3  | 2003 | Свободная женщина-2                     | актёр (эпизод)        | Валерий Ахадов                      |
| 4  | 2003 | Сардар                                  | принц                 | Болат Калымбетов                    |
| 5  | 2009 | Биржан сал                              | актёр                 | Досхан Жолжаксынов                  |
| 6  | 2010 | Земля обетованная (Жерұйық)             | мастер на базаре      | Сламбек Тауекел                     |
| 7  | 2010 | Аксункар                                | сери                  | Айболат Есенгулов                   |
| 8  | 2010 | Нежданная любовь ((Казахстан, Франция)) | Канат (сын Калтая)    | Сабит Курманбеков                   |
| 9  | 2011 | Близняшки                               | Жандос                |                                     |
| 10 | 2012 | Одноклассники (сериал)                  | актёр                 | Игорь Пискунов (II), Елена Лисасина |
| 11 | 2012 | Подружки (сериал)                       | Нуркен                | Арман Алдажаров, Айдын Самаханов    |
| 12 | 2012 | Тагдыр (сериал)                         | Жаназар               | Айдын Сахаман                       |
| 13 | 2013 | Агент Z (сериал)                        | актёр                 | Мурат Бидосов                       |
| 14 | 2013 | Магжан (документальный фильм)           | Магжан Жумабаев       |                                     |
| 15 | 2014 | Заговор оберона                         | актёр                 | Айдар Баталов                       |
| 16 | 2015 | Тандау (сериал)                         | Габит                 | Айдын Сахаманов                     |
| 17 | 2017 | Оралман                                 | главная роль          | Сабит Курманбеков                   |
| 18 | 2018 | Тренинг личностного роста..             | Канат (главная роль)  | Фархат Шарипов                      |
| 19 | 2019 | Жаным, ты не поверишь!                  | актёр                 | Ернар Нургалиев                     |
| 20 | 2019 | Конокрады. Дороги времени               | актёр                 | Ерлан Нурмухамбетов                 |
| 21 | 2020 | Саке (сериал)                           | Канат ага             | Олжас Нурбай                        |
| 22 | 2020 | Плач великой степи                      | Маден (главная роль)  | Марина Кунарова                     |
| 23 | 2021 | Сержан братан                           | Сержан (главная роль) | Алишер Утев                         |
| 24 | 2024 | Кажымукан – чемпион мира / Қажымұқан    | Миржакып Дулатулы     | Канагат Мустафин                    |

## Награды и премии
- 1997 — Призер фестиваля «Театральная весна» Казахского государственного академического театра драмы;
- 2002 — Премия Союза Молодежи Казахстана;
- 2010 (7 декабря) — Указом президента РК награждён почетным званием «Қазақстанның еңбек сіңірген қайраткері» (Заслуженный деятель Казахстана) — за заслуги в области казахского театрального и киноискусства.;
- 2017 — XIII Казанский международный фестиваль мусульманского кино премия «Лучшая мужская роль» (роль в фильме «Оралман») (Россия)[2]
- 2017 — Национальная театральная премия «Сахнагер-2017» в номинации «Лучший актёр года»;[3]
- 2018 — Национальная кинопремия «Кулагер» Союза кинематографистов Казахстана в номинации «Лучший актёр — 2018 года»[4]
- 2018 — Премия Ассоциации кинокритиков Казахстана «Выбора критиков — 2018 года» в номинации «Лучшая мужская роль»;
- 2018 — Национальная кинопремия «Тулпар» в номинации «Лучшая мужская роль»[5]
- 2023 (24 октября) — присвоено почетное звание «Народный артист Казахстана»;[6]